# Ramszesz (herceg)

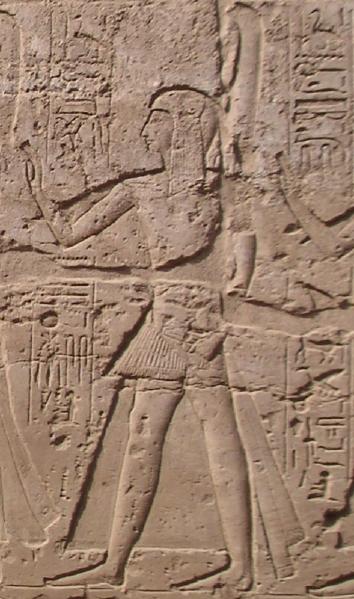
Ramszesz ábrázolása Luxorban

Ramszesz ókori egyiptomi herceg a XIX. dinasztia idején, II. Ramszesz fáraó és Iszetnofret királyné fia. Féltestvére halála után ő volt a trónörökös apja uralkodásának 25. és 50. éve között, végül azonban hamarabb halt meg apjánál, és egy öccse követte trónörökösként, majd az ő halála után legkisebb öccse fáraóként.

## Élete
Ramszesz herceg még nagyapja, I. Széthi uralkodása alatt született. Apjának második fia volt, a hercegek sorának ábrázolásain csak egy féltestvére, Amonherkhopsef, Nofertari fia előzi meg. Egyike annak a négy gyermeknek, akiknek bizonyosan Iszetnofret királyné volt az anyja; neki Ramszesz a legidősebb gyermeke lehetett, megelőzve Bintanathot, Haemuaszetet és Merenptahot; a sztéléken ugyanis, melyeket öccse, Haemuaszet emeltetett Asszuánban és Gebel esz-Szilszilénél apja szed-ünnepének emléket állítva, előttük szerepel.
Számos helyen ábrázolják, többek közt a kádesi győzelem ábrázolásakor is. Viselte „a király fia”, „a király legidősebb fia” és „a seregek parancsnoka” címeket. Az Abu Szimbel-i nagy templomban egyike annak a két hercegnek, akinek szobra van apjuk egyik szobrának lábánál (a másik herceg Nofertari első fia, Amonherkhopsef). Szakkarában is említik; részt vehetett az Ápisz-bikával kapcsolatos ceremóniákban, mikor öccse, Haemuaszet papként szolgált Memphiszben, mert a 16. és 30. év között valamikor szobrot adományozott a szent bika temetéséhez. Egy szoborcsoport, amelyen Iszetnofrettel és Haemuaszettel ábrázolják, ma a Louvre-ban van (Louvre 2272).
Miután bátyja, Amonherkhopsef a 25. uralkodási év körül meghalt, Ramszesz lett a kijelölt trónörökös, és ezt a pozíciót több mint huszonöt éven át betöltötte, ekkor azonban ő is meghalt, és a negyedik fiú, Haemuaszet lett a következő trónörökös (a harmadik, Paréherwenemef már korábban meghalt); apjukat azonban végül ő sem élte túl és Merenptah lett a következő fáraó. Ramszeszt számos fivérével együtt a Királyok völgye 5. sírba temették el.

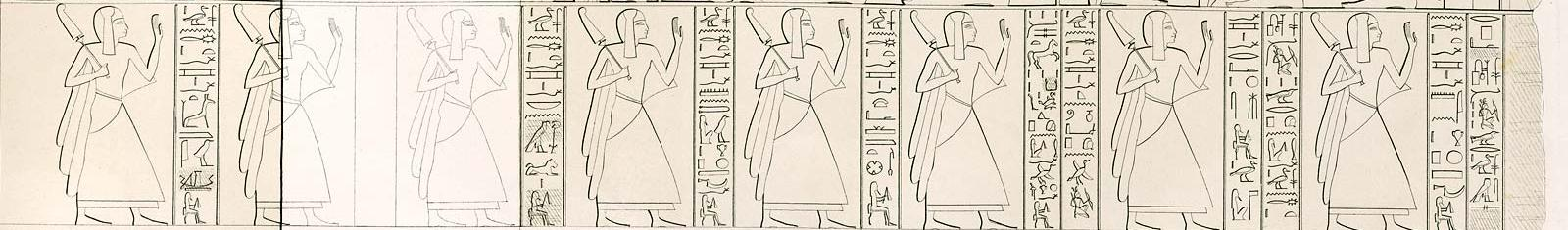
Ramszesz fiai a Vádi esz-Szebua-i templomban: Amonherkhopsef, Ramszesz, Paréherwenemef, Haemuaszet, Montuherkhopsef, Nebenharu, [Meriamun], Széthemwia.

## Fontosabb ábrázolásai

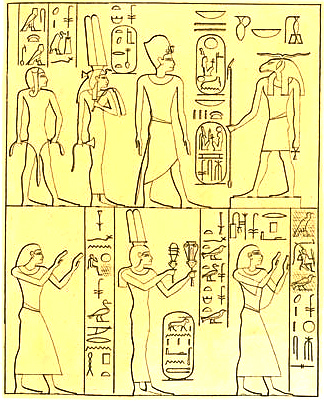
Asszuáni sziklasztélé. Fent: II. Ramszesz és Iszetnofret Hnum isten előtt. Lent: Merenptah, Bintanath és Ramszesz herceg.

Ramszesz herceget számos helyen ábrázolják, közte a kádesi csatában aratott „fényes győzelmet” ábrázoló jeleneteken. Itt a „királyi írnok”, „tábornok” és „a király szeretett, vér szerinti fia” címeket viseli, és egy jeleneten hadifoglyokat („a megvetendő Naharina mariannu-harcosait) vezet az istenek elé. A luxori templom egy hasonló jelenetén, mely egy, a 10. évben lezajlott csatának állít emléket, Amonherkhopsef, Ramszesz, Paréherwenemef és Haemuaszet hercegek foglyokat vezetnek apjuk, a király színe elé.
Ramszesz egyike annak a két hercegnek, akiket az Abu Szimbel-i nagy templom homlokzatán ábrázolnak: a bejárattól északra álló kolosszus előtt áll szobra. Itteni felirata szerint „királyi írnok, őfelsége első tábornoka, a király vér szerinti fia”.
Szakkarában is említik; valószínűleg részt vett egy, az Ápisz-bikák tiszteletére rendezett ceremónián, mikor öccse, Haemuaszet először Ptah papja, majd Ptah memphiszi főpapja lett. A 16. és 30. uralkodási év közt valamikor egy áldozati szobrocskát adományozott az egyik szent bika temetéséhez; a szobron a király fiaként és tábornokként említik.
Ábrázolják egy, a királyi családot ábrázoló, a 30. év körül készült sztélén a nyugat-szilszilei szpeoszban, valamint egy családi sztélén Asszuánban. Ezeken a sztéléken szülei, öccsei és húga társaságában ábrázolják. Haemuaszettel együtt jelenik meg egy szoborcsoporton, amely ma a Louvre-ban található (Louvre 2272).